# Karl Kohl (Radsportler)
Karl Kohl (* 13. Februar 1893 in Berlin; † 17. Dezember 1959 ebenda) war ein deutscher Radrennfahrer und nationaler Meister im Radsport.

## Sportliche Laufbahn
Kohl war Straßenradsportler. 1914 kam Kohl im Rennen Rund um die Hainleite auf den dritten Platz bei den Amateuren. 1924 wurde er im Profirennen bei Rund um Köln Zweiter hinter Paul Kohl, Berlin–Cottbus–Berlin beendete er als Vierter. Im Rennen Zürich–Berlin wurde er Dritter.
Im Großen Sachsenpreis 1925 kam er hinter Arthur Nörenberg auf den zweiten Rang. 1923 wurde er bei den Straßenradsport-Weltmeisterschaften 27.
Im Großen Opelpreis von Deutschland 1927 wurde er Vierter. 1930 stand er als Berufsfahrer im Radsportteam Brennabor unter Vertrag. Die Deutschland-Rundfahrt beendete er in jener Saison als 15. der Gesamtwertung.

## Familiäres
Sein Bruder Paul Kohl war ebenfalls Radprofi.